# سرویس رزرو هتل استروک
اُستروک (Ostrovok.ru) یک سرویس رزرو آنلاین هتل روسی است که در سال ۲۰۱۰ توسط سرژ فاگوت و کریل ماخارینسکی با دفتر مرکزی در مسکو تأسیس شد. بیش از یک میلیون گزینه اقامت دارد. بر اساس گزارش سیمیلاروب، تعداد کاربران این سرویس در اوت ۲۰۱۸ حدود ۵٫۴ میلیون نفر برآورد شده‌است. تا سال ۲۰۱۸، گردش مالی این شرکت ۷۱۳ میلیون دلار برآورد شده‌است. شرکای اُستروک عبارتند از مگافون, هتل‌های ترکیبی, مشاور سفر, فرودگاه بین‌المللی شرمتیوو, Aviasales و Kayak.
در سال ۲۰۱۲، سرویس رزرو هتل اُستروک ساکن مرکز نوآوری اسکولکوو شد. در آوریل همان سال، اُستروک قرارداد همکاری با موتور متاجستجوی هتل استرالیا هتل‌های ترکیبی منعقد کرد. که امکان به اشتراک گذاری داده‌های بین سازمانی را فراهم می‌کند. در همان سال، اُستروک اولین نسخه از برنامه‌های کاربردی برای آی‌اواس و اندروید را راه اندازی کرد.